# Polska na Zimowych Igrzyskach Olimpijskich 1976
Polskę na Zimowych Igrzyskach Olimpijskich 1976 reprezentowało 56 zawodników w 9 dyscyplinach.
| Sportowcy | złoto | srebro | brąz | 4 m. | 5 m. | 6 m. | 7 m. | 8 m. | Punkty |
| --------- | ----- | ------ | ---- | ---- | ---- | ---- | ---- | ---- | ------ |
| 56        | –     | –      | –    | –    | –    | 1    | –    | 2    | 5      |

## Występy Polaków

### Biathlon
- Jan Szpunar – bieg na 20 km, 19. miejsce
- Wojciech Truchan – bieg na 20 km, 28. miejsce
- Andrzej Rapacz – bieg na 20 km, 48. miejsce
- Jan Szpunar, Andrzej Rapacz, Ludwik Zięba, Wojciech Truchan – sztafeta 4 x 7,5 km, 12. miejsce

### Hokej na lodzie
- Walery Kosyl, Andrzej Tkacz, Robert Góralczyk, Jerzy Potz, Andrzej Iskrzycki, Andrzej Słowakiewicz, Kordian Jajszczok, Marek Marcińczak, Tadeusz Obłój, Karol Żurek, Walenty Ziętara, Stefan Chowaniec, Mieczysław Jaskierski, Leszek Kokoszka, Wiesław Jobczyk, Henryk Pytel, Andrzej Zabawa, Marian Kajzerek – 6. miejsce

### Łyżwiarstwo figurowe
- Grażyna Dudek – solistki, 18. miejsce
- Teresa Weyna, Piotr Bojańczyk – tańce na lodzie, 9. miejsce

### Łyżwiarstwo szybkie
- Stanisława Pietruszczak – 500 m, 14. miejsce
- Erwina Ryś – 500 m, 18. miejsce; 1000 m, 10. miejsce; 1500 m, 8. miejsce; 3000 m, 10. miejsce
- Ewa Malewicka – 500 m, 26. miejsce; 1000 m, 19. miejsce; 1500 m, 18. miejsce; 3000 m, 25. miejsce
- Janina Korowicka – 1000 m, 26. miejsce; 1500 m, 19. miejsce; 3000 m, 16. miejsce

### Narciarstwo alpejskie
- Roman Dereziński – zjazd, 52. miejsce; slalom gigant, 38. miejsce; slalom specjalny, 21. miejsce
- Jan Bachleda-Curuś – slalom specjalny, 11. miejsce

### Narciarstwo klasyczne
- Władysława Majerczyk – bieg na 5 km, 25. miejsce; bieg na 10 km, 20. miejsce
- Anna Pawlusiak – bieg na 5 km, 26. miejsce; bieg na 10 km, 26. miejsce
- Anna Gębala – bieg na 5 km, 32. miejsce; bieg na 10 km, 27. miejsce
- Maria Trebunia – bieg na 5 km, 37. miejsce; bieg na 10 km, 33. miejsce
- Anna Pawlusiak, Anna Gębala, Maria Trebunia, Władysława Majerczyk – sztafeta 4 x 5 km, 8. miejsce
- Wiesław Gębala – bieg na 15 km, 22. miejsce; bieg na 30 km, 20. miejsce; bieg na 50 km, nie ukończył
- Jan Staszel – bieg na 15 km, 40. miejsce; bieg na 30 km, 24. miejsce; bieg na 50 km, nie ukończył
- Władysław Podgórski – bieg na 15 km, 44. miejsce
- Jan Dragon – bieg na 15 km, nie ukończył
- Jerzy Koryciak – bieg na 30 km, 47. miejsce; bieg na 50 km, nie ukończył
- Wiesław Gębala, Jan Staszel, Jan Dragon, Władysław Podgórski – sztafeta 4 x 10 km, 13. miejsce
- Stefan Hula – kombinacja norweska, 16. miejsce
- Jan Legierski – kombinacja norweska, 18. miejsce
- Marek Pach – kombinacja norweska, 20. miejsce; skoki narciarskie, skocznia duża, 40. miejsce
- Stanisław Kawulok – kombinacja norweska, nie ukończył
- Stanisław Bobak – skoki narciarskie, skocznia średnia, 28. miejsce; skoki narciarskie skocznia duża, 37. miejsce
- Tadeusz Pawlusiak – skoki narciarskie, skocznia średnia, 31. miejsce; skoki narciarskie skocznia duża, 52. miejsce
- Adam Krzysztofiak – skoki narciarskie, skocznia średnia, 38. miejsce
- Janusz Waluś – skoki narciarskie, skocznia średnia, 52. miejsce; skoki narciarskie skocznia duża, 39. miejsce

### Saneczkarstwo
- Teresa Bugajczyk – jedynki kobiet, 12. miejsce
- Barbara Piecha – jedynki kobiet, 13. miejsce
- Halina Kanasz – jedynki kobiet, 14. miejsce
- Jan Kasielski – jedynki mężczyzn, 12. miejsce
- Mirosław Więckowski – jedynki mężczyzn, 16. miejsce
- Andrzej Piekoszewski – jedynki mężczyzn, 19. miejsce
- Jan Kasielski, Andrzej Żyła – dwójki, 10. miejsce
- Andrzej Kozik, Mirosław Więckowski – dwójki, 12. miejsce